# Comocladia mollifolia
Comocladia mollifolia är en sumakväxtart som beskrevs av Ekman & Helwig. Comocladia mollifolia ingår i släktet Comocladia och familjen sumakväxter. Inga underarter finns listade i Catalogue of Life.